# Портер (Вашингтон)
Портер (енгл. Porter) насељено је место без административног статуса у америчкој савезној држави Вашингтон.

## Демографија
По попису из 2010. године број становника је 207.
| Група             | 2000.    | 2010.       |
| Белци             | 0 (0,0%) | 189 (91,3%) |
| Афроамериканци    | 0 (0,0%) | 4 (1,9%)    |
| Азијати           | 0 (0,0%) | 0 (0,0%)    |
| Хиспаноамериканци | 0 (0,0%) | 9 (4,3%)    |
| Укупно            | 0        | 207         |